# Lecceta di Langan
Lecceta di Langan este o arie protejată (arie specială de conservare — SAC, sit de importanță comunitară — SCI) din Italia întinsă pe o suprafață de 238 ha, integral pe uscat.

## Localizare
Centrul sitului Lecceta di Langan este situat la coordonatele 43°57′13″N 7°42′51″E / 43.953611°N 7.714167°E.

## Înființare
Situl Lecceta di Langan a fost declarat sit de importanță comunitară în iunie 1995 pentru a proteja 17 specii de animale. Situl a fost protejat și ca arie specială de conservare în aprilie 2017.

## Biodiversitate
Situată în ecoregiunea mediteraneană, aria protejată conține 3 habitate naturale: Păduri de Quercus ilex și Quercus rotundifolia, Păduri de Castanea sativa, Păduri de pin mediteraneene cu pini mezogeni endemici.
La baza desemnării sitului se află mai multe specii protejate:
- păsări (15): porumbel gulerat (Columba palumbus), presură bărboasă (Emberiza cirlus), măcăleandru (Erithacus rubecula), cinteză (Fringilla coelebs), gaiță (Garrulus glandarius), capîntortură (Jynx torquilla), Lyrurus tetrix tetrix, pițigoi mare (Parus major), ciocănitoarea verde (Picus viridis), sitar de pădure (Scolopax rusticola), huhurez mic (Strix aluco), silvie cu cap negru (Sylvia atricapilla), silvie mediteraneană (Sylvia melanocephala), mierlă (Turdus merula), sturz-cântător (Turdus philomelos)
- nevertebrate (1): Euplagia quadripunctaria
- pești (1): Telestes muticellus

Pe lângă speciile protejate, pe teritoriul sitului au mai fost identificate 3 specii de plante, 1 specie de mamifere, 4 specii de nevertebrate, 4 specii de reptile.